# The Apache (film, 1925)
Pour les articles homonymes, voir The Apache.
Pour plus de détails, voir Fiche technique et Distribution.
The Apache est un film muet britannique réalisé par Adelqui Migliar, sorti en 1925.

## Synopsis
Dans le Paris de la Belle Époque, un Apache prends pour femme la sœur de son ex-fiancée afin de se venger mais il va apprendre à aimer.

## Fiche technique
- Titre : The Apache
- Réalisation : Adelqui Migliar
- Scénario : Adelqui Migliar
- Photographie :
- Montage :
- Directeur artistique :
- Décors :
- Producteurs : Adelqui Migliar, Herbert Thompson
- Société de production : Adelqui Migliar Productions
- Société de distribution : Napoleon Films
- Pays de production :  Royaume-Uni
- Langue : film muet avec les intertitres en anglais
- Métrage d'origine : 2 255,52 mètres
- Format : Noir et blanc — 35 mm — 1,33:1 — Muet
- Genre : Film dramatique
- Durée : 75 minutes
- Date de sortie : 
  - Royaume-Uni : août 1925

## Distribution
- Adelqui Migliar : The Panther
- Mona Maris : Lisette Blanchard
- Jameson Thomas : Gaston d'Harcourt
- Jerrold Robertshaw : Albert d'Harcourt
- Roger San Juana : Mario
- James Carrasco : Gaspard
- Doris Mansell : Armande

## Autour du film
- Le film marque les débuts au cinéma de l'actrice argentine Mona Maris.